# Литовская футбольная федерация
Лито́вская футбо́льная федера́ция (ЛФФ) (лит. Lietuvos futbolo federacija, LFF) — организация, осуществляющая управление футболом в Литве, базируется в городе Каунас. Федерация ответственна за футбольное развитие в стране, за чемпионат и за сборную Литвы. ЛФФ основана в 1922 году, в 1923 году стала членом ФИФА, но ввиду аннексии Литвы СССР прекратила существование. 
Воссоздана в 1992 году, после обретения страной независимости. С 9 декабря 1991 — член ФИФА, а с 23 апреля 1992 — член УЕФА.